# TwinBee (videogioco)
TwinBee (ツインビー?) è un videogioco arcade del genere sparatutto a scorrimento verticale pubblicato dalla Konami nel 1985. È il primo titolo prodotto per Konami Bubble System.

## Trama
Il protagonista del gioco è l'astronave TwinBee, guidata dal pilota Light.

## Modalità di gioco
Influenzato da Xevious, il videogioco si presenta come uno sparatutto in cui TwinBee deve eliminare dei nemici dall'aspetto di frutti. È presente un sistema di power-up basato su campane di diverso colore.